# Bearbeitungswerkzeug
Als Bearbeitungswerkzeug werden Baugruppen und Werkzeuge in Werkzeugmaschinen, Urformmaschinen und Umformmaschinen bezeichnet, die durch maschinelle Vorschubbewegungen und Kraftübertragung unmittelbar am Werkstück eine erwünschte Formänderung verursachen.
Durch die maschinelle Werkzeugführung erfolgt die Abgrenzung zu Handwerkzeugen.

## Unterteilung
In Anlehnung an die Hauptgruppen der Fertigungsverfahren nach DIN 8580 erfolgt eine Unterteilung der Bearbeitungswerkzeuge nach der Formänderungsmethode:
| Hauptgruppekategorie | Verfahrensbeispiel | Werkzeugbeispiel | Werkzeugkategorie |
| -------------------- | ------------------ | ---------------- | ----------------- |
| Urformen             | Thixoforming       | Gesenk           | Formwerkzeug      |
| Umformen             | Walzen             | Walze            | Formwerkzeug      |
| Trennen              | Bohren             | Bohrer           | Schneidwerkzeug   |
| Fügen                | Verschrauben       | Schraubenzieher  | Schraubwerkzeug   |

## Klasseneinteilung von Werkzeugen
Werkzeuge werden in folgende Klassen eingeteilt:
- Rotationssymmetrische Werkzeuge (Bohrer, Fräser)
- Nicht-rotationssymmetrische Werkzeuge (Drehwerkzeuge, einschneidige Werkzeuge)
- Komplexe, zusammengesetzte Werkzeuge (Winkelbohrköpfe, Bohrköpfe mit mehr als einem Werkzeug)